# Ахмад Ельріх
Ахмад Ельріх (англ. Ahmad Elrich, нар. 30 травня 1981, Сідней) — австралійський футболіст ліванського походження, що грав на позиції нападника.
Виступав, зокрема, за «Фулгем» в англійській Прем'єр-лізі, а також національну збірну Австралії.

## Клубна кар'єра
У дорослому футболі дебютував 1999 року виступами за команду «Парраматта Іглз», в якій того року взяв участь у 9 матчах Суперліги Нового Південного Уельсу. Наприкінці першого сезону з «Орлами» він гастролював по Лівану разом із командою ліванських австралійців. Йому запропонували контракт у клубі «Неджмех» з Бейруту, але він відмовився на користь повернення в Австралію.
Повернувшись в Австралію, він підписався угоду з клубом «Парраматта Пауер», що виступав у Національній футбольній лізі, вищому дивізіоні країни. Ельріх швидко став основним гравцем команди і одним з її лідерів, включаючи пам'ятний сезон 2003/04 років, коли він був одним із найкращих асистентів ліги та зіграв у Гранд-фіналі, але там його команда програла в додатковий час клубу «Перт Глорі» і стала віце-чемпіоном країни, а саме Ельріх отримав Медаль Джо Марстона найкращому гравцю фінального матчу. По завершенні того сезону НФЛ була скасована і «Парраматта Пауер» припинив своє існування.
Своєю грою за цю команду привернув увагу представників тренерського штабу клубу «Парраматта Пауер», до складу якого приєднався 1999 року. Відіграв за австралійську команду наступні п'ять сезонів своєї ігрової кар'єри. Більшість часу, проведеного у складі «Парраматта Пауер», був основним гравцем атакувальної ланки команди.
В результаті 2004 року Ельріх недовго пограв за південнокорейський «Пусан Ай Конс», а влітку 2005 року підписав трирічну угоду з клубом англійської Прем'єр-ліги «Фулгемом».
Після дебюту проти «Ліверпуля» в матчі Прем'єр-ліги Ельріх рідко виходив на поле і з квітня по травень 2006 року грав на правах оренди зап норвезький «Люн». Повернувшись до «дачників» в 2006 році, у сезоні 2006/07 він не зіграв жодного матчу через важу травму, отриману у матчі за збірну, а на наступний сезон не був включений у заявку команди і 4 вересня 2007 року покинув її за згодою сторін.

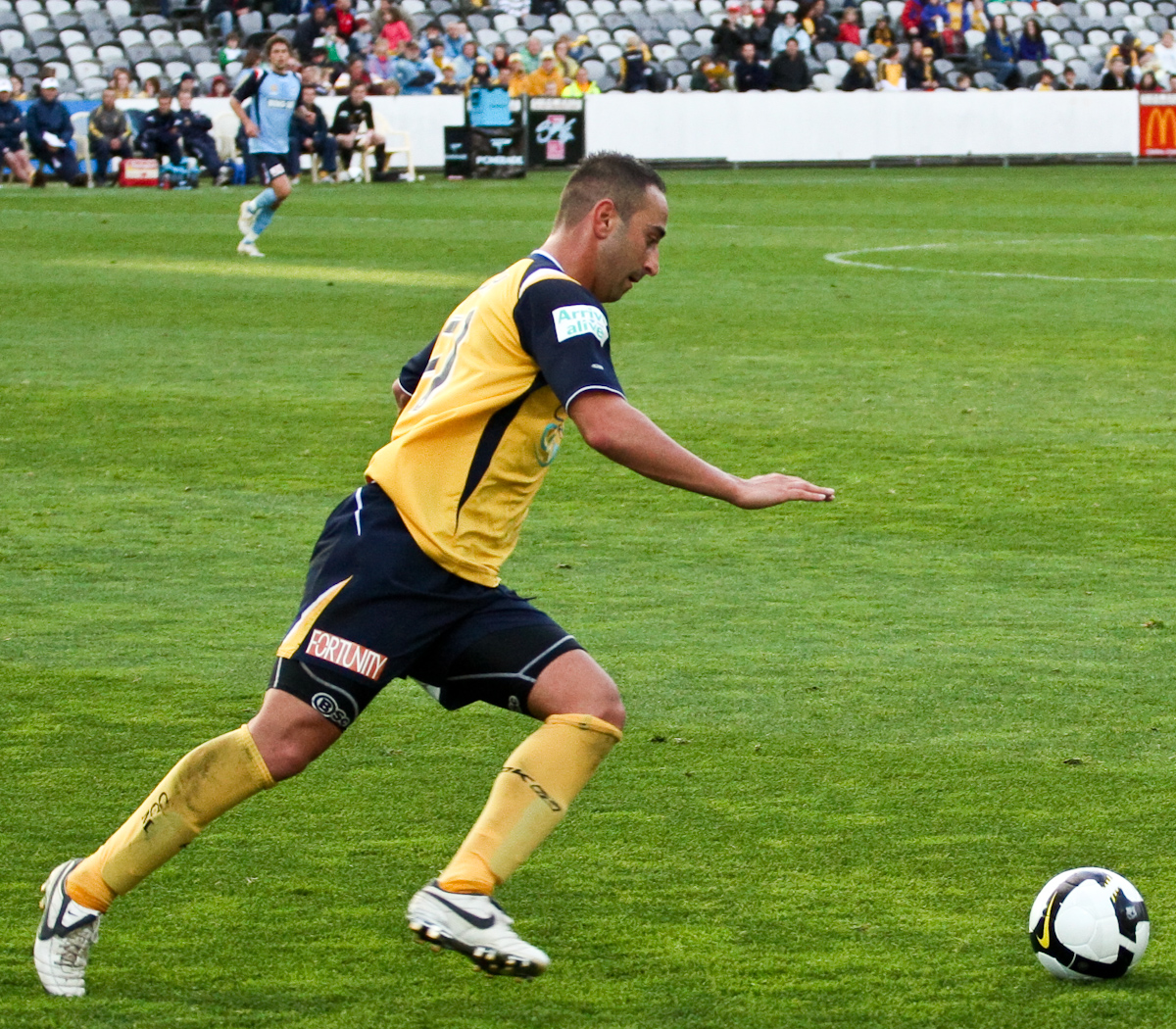
Ахмад Ельріх у складі «Сентрал-Кост Марінерс». 2008 рік.

21 вересня 2007 року Ельріх підписав контракт з новозеландським клубом «Веллінгтон Фенікс», що виступав у австралійській А-лізі. Провівши там один сезон, він повернувся до Австралії, де став гравцем клубу «Сентрал-Кост Марінерс», за який виступав протягом 2008—2010 років. Не будучи основним гравцем, по завершені сезону 2009/10 він покинув клуб і завершив ігрову кар'єру.

## Виступи за збірні
Протягом 2001 року залучався до складу молодіжної збірної Австралії і виступав на молодіжному чемпіонаті світу 2001 року в Аргентині, де австралійці дійшли до 1/8 фіналу. Також Джонс грав за команду U-23 на Олімпіаді-2004 в Афінах, і допоміг своїй команді досягти чвертьфіналу.
18 лютого 2004 року дебютував в офіційних матчах у складі національної збірної Австралії в Товариській грі з Венесуелою (1:1). Вже влітку він був у заявці команди на Кубку націй ОФК, на якому він зіграв 6 матчів і забив 3 голи (2 з них у фіналах проти збірної Соломонових Островів).
Цей результат дозволив збірній поїхати на Кубок конфедерацій 2005 року у Німеччині, в заявку на який потрапив і Ельріх, втім там на поле не виходив.
6 вересня 2006 року Ельріх зазнав серйозної травми коліна в матчі кваліфікації Кубка Азії проти Кувейту (0:2) і більше за збірну не грав. Всього протягом кар'єри у національній команді, яка тривала 3 роки, провів у її формі 17 матчів, забивши 5 голів.

### Голи за збірну
| Дата            | Місце                       | Суперник           | Голів | Рахунок | Турнір                    |
| --------------- | --------------------------- | ------------------ | ----- | ------- | ------------------------- |
| 2 червня 2004   | Аделаїда, Австралія         | Фіджі              | 1     | 6–1     | Відбір на ЧС-2006         |
| 9 жовтня 2004   | Хоніара, Соломонові острови | Соломонові Острови | 1     | 5–1     | Кубок націй ОФК 2004      |
| 12 жовтня 2004  | Сідней, Австралія           | Соломонові Острови | 1     | 6–0     | Кубок націй ОФК 2004      |
| 26 березня 2005 | Сідней, Австралія           | Ірак               | 1     | 2–1     | Товариський матч          |
| 22 лютого 2006  | Манама, Бахрейн             | Бахрейн            | 1     | 3–1     | Відбір на Кубок Азії-2007 |

## Досягнення
У складі Австралії:
- Переможець Молодіжного чемпіонату ОФК: 2001
- Кубок націй ОФК: 2004

Особисті відзнаки:
- Медаль Медаль Джо Марстона НСЛ: 2003/04

## Особисте життя
Елріх народився в родині вихідців з Лівану. У нього є молодший брат Тарек, який також був футболістом і грав за збірну Австралії.
У травні 2011 року Елріху було висунуто звинувачення в численних злочинах зі зброєю та зберіганні наркотиків Його засудили до чотирьох років та звільнили 12 жовтня 2015 року. Після виходу із в'язниці Ельріх відновив кар'єру і пограв за кілька напівпрофесіональних австралійських клубів.